# 후지와라노 이에타카

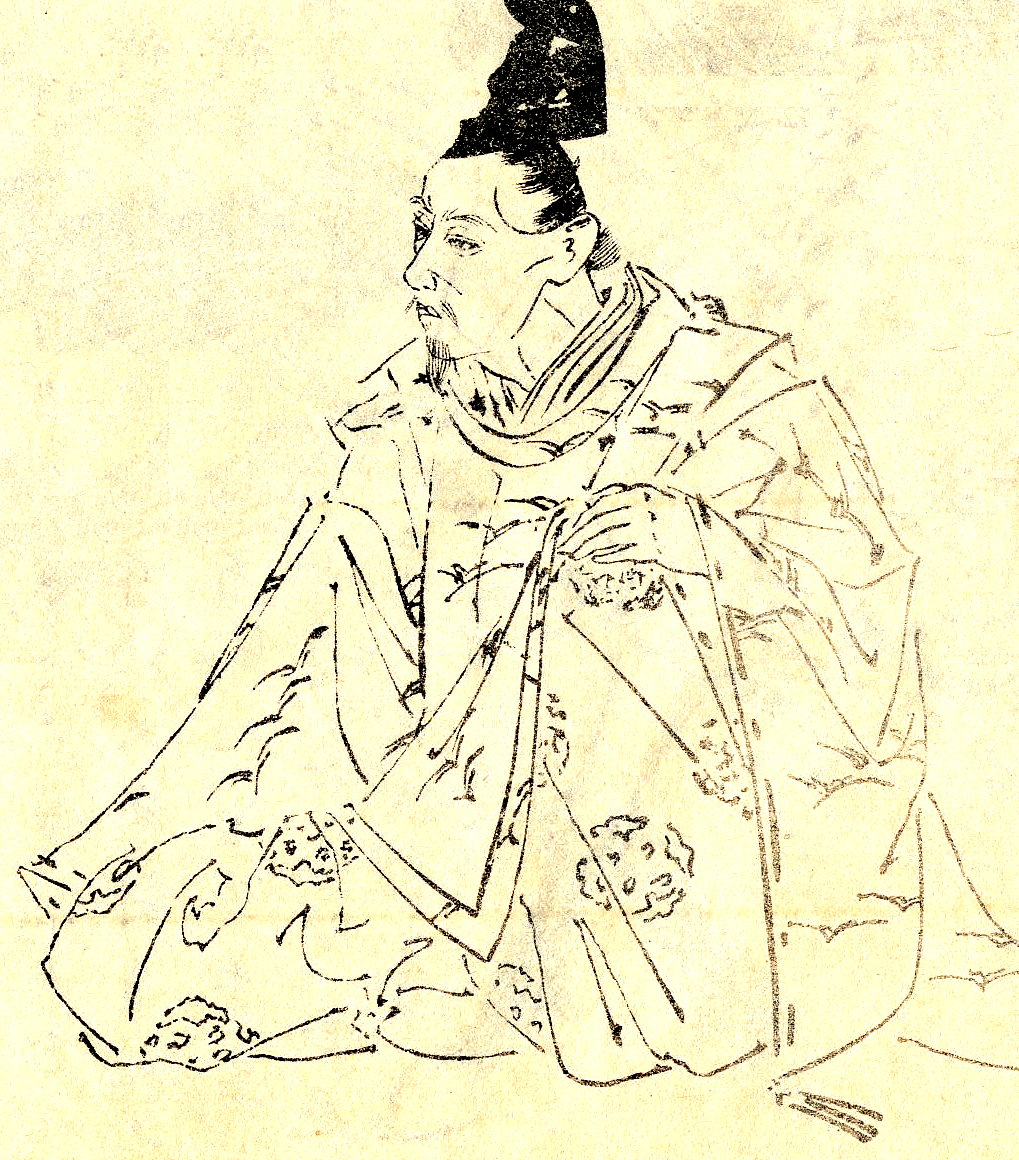
후지와라노 이에타카

후지와라노 이에타카(일본어: 藤原家隆)는 백인일수중 한명이다. 가마쿠라(鎌倉) 초기의 가인(歌人)이자 공경(公卿)이었다. 아버지는 중납언(中納言)을 지낸 후지와라노 미쓰타카(藤原光隆)이다. 생전 신고킨와카슈(新古今和歌集) 편찬에 가담하기도 했다.
안겐(安元)원년 (1175년)에 처음 서위(敍位)되었다. 그 후 겐큐(建久)4년 (1193년) 정5위하(正五位下)에 승서(昇叙)된다. 쇼지(正治)3년 (1201년)에 종4위하(従四位下), 겐큐(元久)3년 (1206년) 궁내경(宮内卿), 죠큐(承久)3년 (1220년) 정3위(正三位), 가데이(嘉禎)원년 (1235년)에 종2위(従二位)를 차례로 역임한다. 가데이 2년 세모(歲暮) (1237년)에 병환이 짙어져 79세의 나이에 셋쓰(摂津)의 사천왕사(四天王寺)로 법명 붓쇼(仏性)을 받아 출가한다. 오사카에 그의 무덤이 있다.

## 일화
생전 와카(和歌)를 센제이와카슈(千載和歌集) 편찬에 가담한 후지와라노 도시나리(藤原俊成)에게 배웠다고 한다. 승려 쟈쿠렌(寂蓮)의 장녀와 혼인하여 쟈쿠렌의 사위라는 설도 있다. 고토바 천황(後鳥羽天皇)이 와카를 배우려 하였을 때, 후지와라노 요시쓰네(藤原良経|ふじわらの よしつね)에게 「와카를 배우려 생각하고 있는데 누구를 스승으로 하면 좋겠는가」라고 묻자 후지와라노 요시쓰네는 주저없이 후지와라노 이에타카를 추천하였다고 한다. 그는 가인으로서는 만성형(晩成型) 인물이었지만, 그 배움이 깊어 후에 동시대의 유명가인 후지와라노 사다이에(藤原定家)와 쌍벽을 이룰 정도로 그 경지가 높았다고 한다.
센제이와카슈에 5수(首), 신촉센와카슈(新勅撰和歌集)의 43수를 포함하여 여타 촉센와카슈(勅撰和歌集)에 도합 281수가 정리 되어 있다.